# Vogričevci
Vogričevci je naselje u slovenskoj Općini Ljutomeru. Vogričevci se nalazi u pokrajini Štajerskoj i statističkoj regiji Pomurju. 

## Stanovništvo
Prema popisu stanovništva iz 2002. godine naselje je imalo 163 stanovnika.